# 克林頓縣 (賓夕法尼亞州)
克林頓縣（英語：Clinton County）是美国宾夕法尼亚州中北部的一個縣，面積2,326平方公里。根據2020年美國人口普查，共有人口37,450人。縣治洛克黑文。縣名紀念纽约州第七、九任州長德威特·克林顿。